# Traquet motteux
Oenanthe oenanthe
Espèce
Statut de conservation UICN

 LC  : Préoccupation mineure

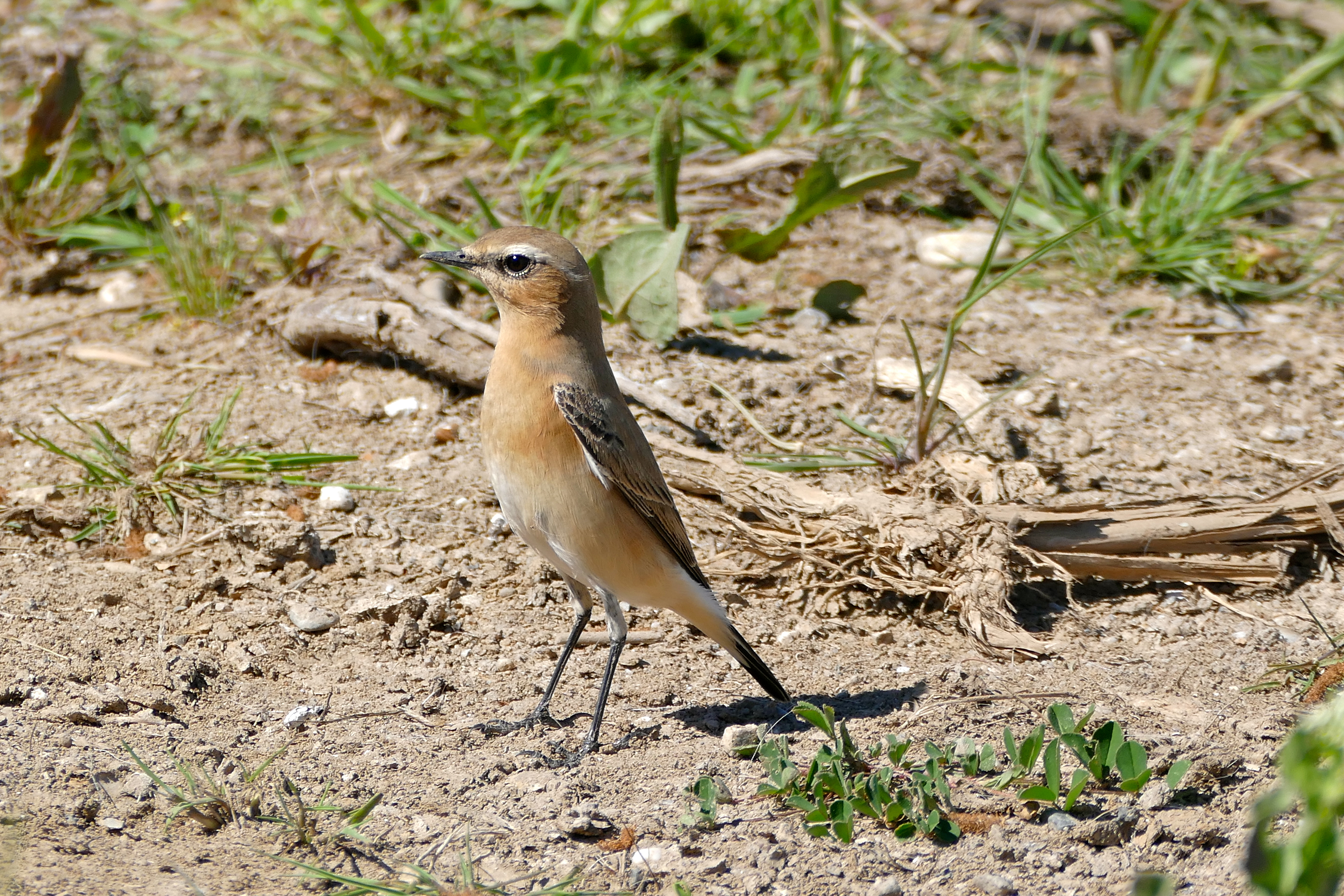
Traquet motteux ♀(femelle) (Catalogne, Espagne)

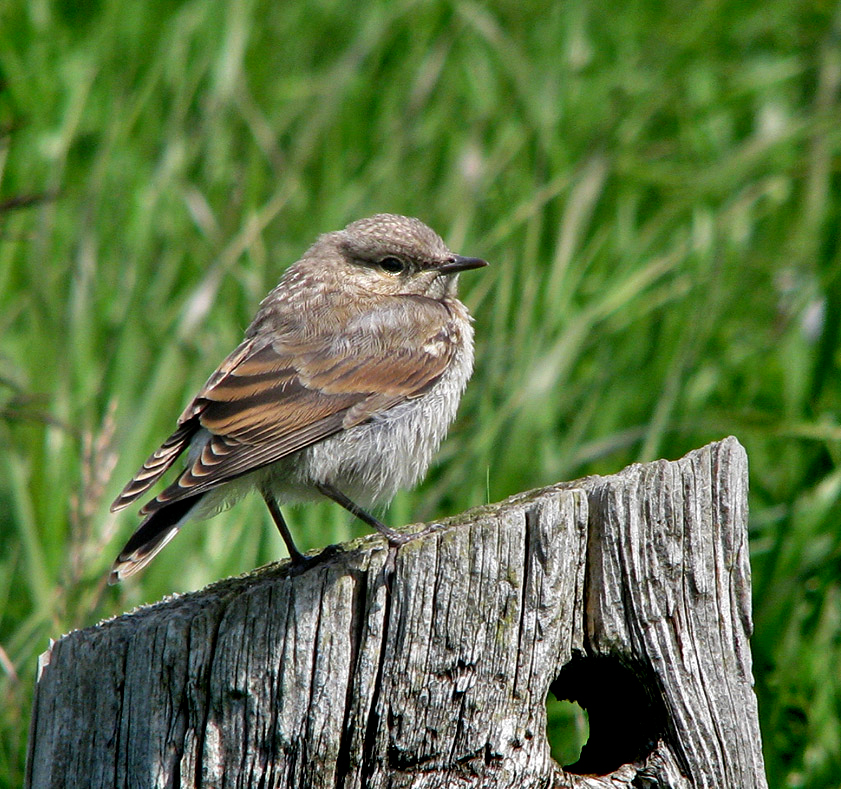
Juvénile.

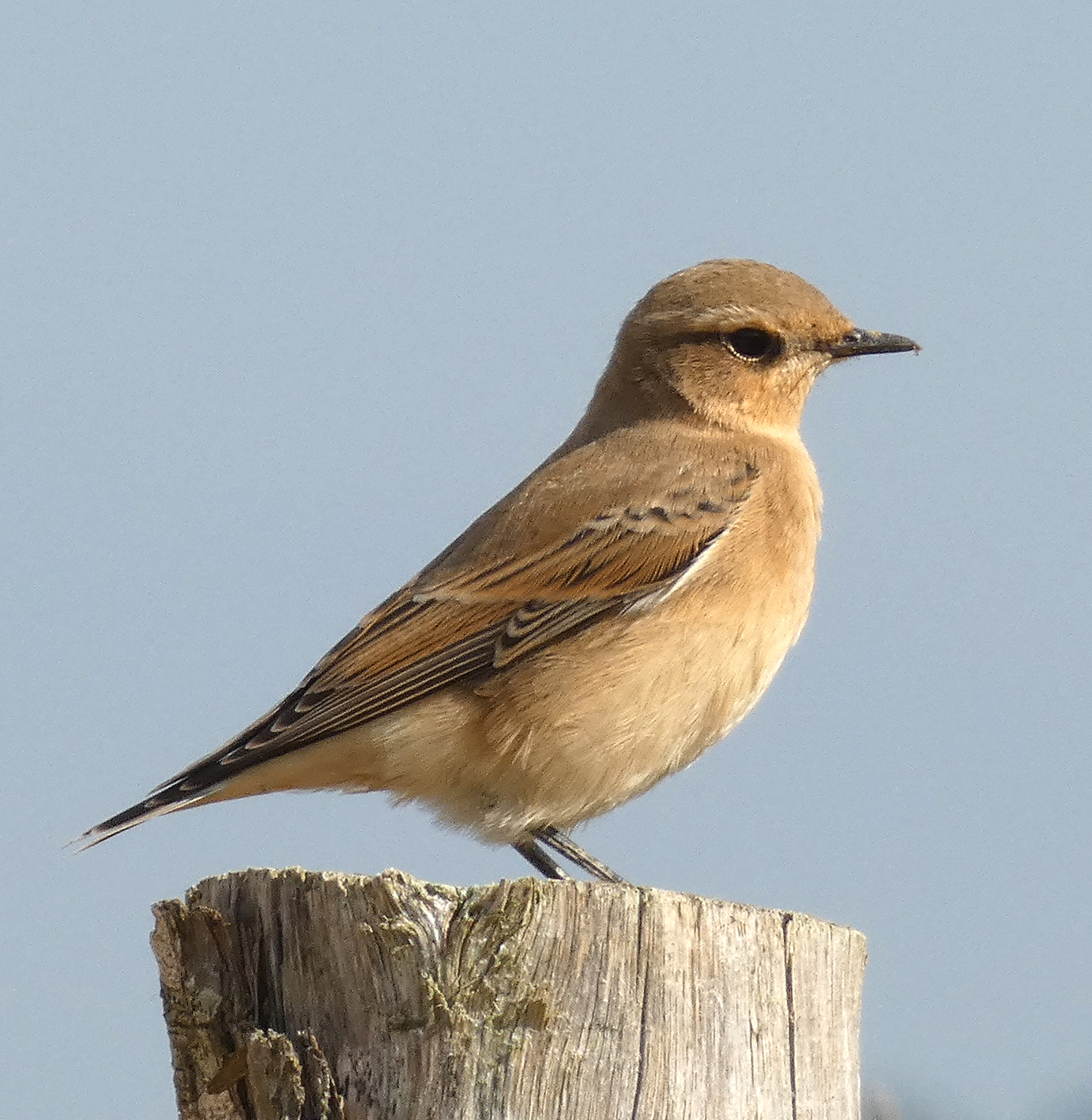
Traquet Motteux femelle en migration d'Automne. Littoral breton.

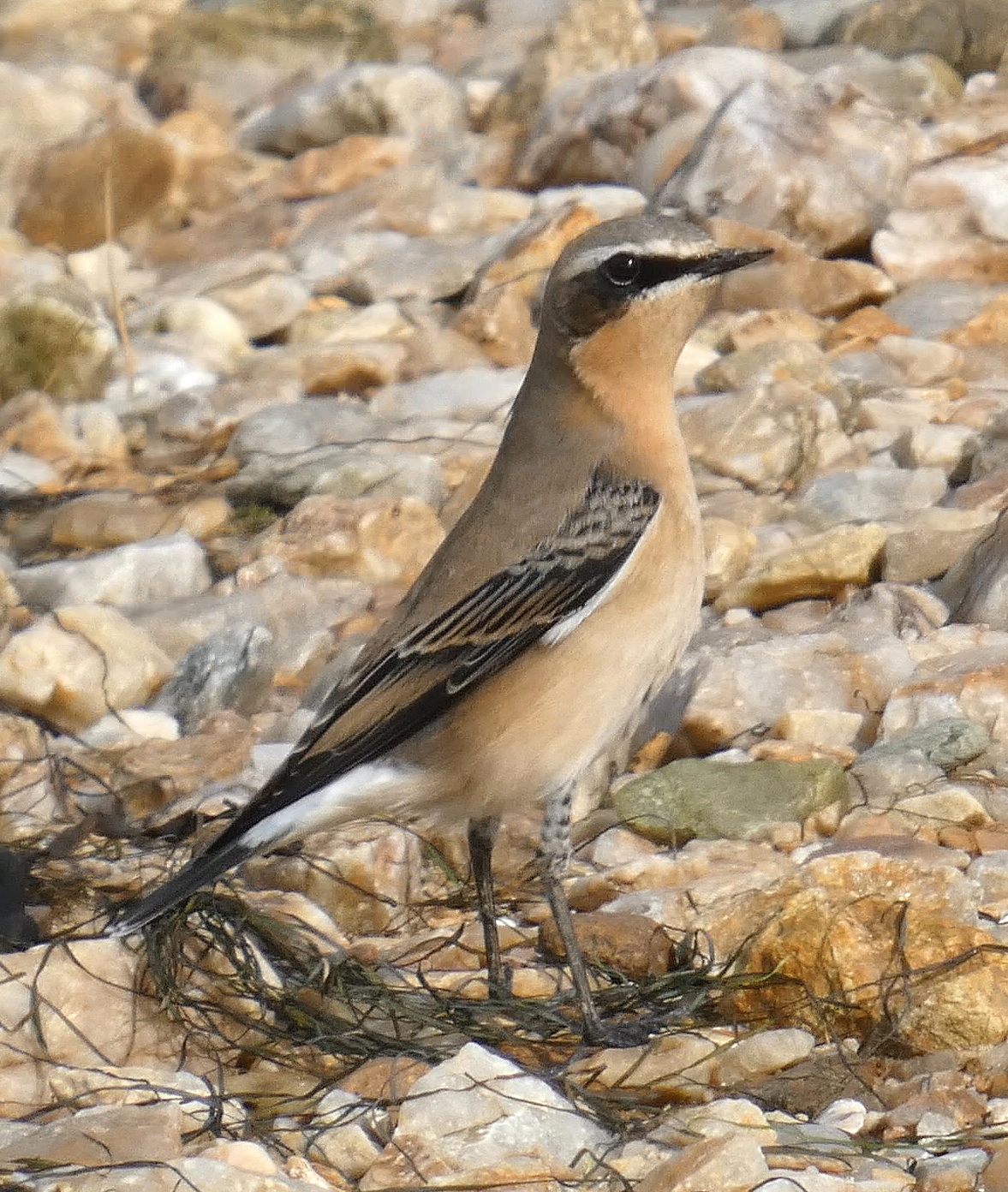
Traquet Motteux mâle en migration d'automne. Littoral breton.

Le Traquet motteux (Oenanthe oenanthe) est une espèce de passereaux insectivores migrateurs de la famille des Muscicapidae. C'est l'espèce de traquets la plus répandue.

## Morphologie
Le Traquet motteux mesure de 14,5 à 16 centimètres de long pour un poids d'environ 27g et est donc plus grand que le Rouge-gorge familier. Chez les deux sexes la queue et le croupion sont blancs avec une tache noire en forme de T inversé au bout de la queue. Ce dernier trait est présent chez plusieurs espèces de traquets appartenant au genre Oenanthe.
Les deux sexes présentent des sourcils blancs. En été, le mâle a les parties supérieures gris pâle, la gorge beige et les ailes noires. Le masque facial est noir également. La femelle est brun pâle sur le dessus, les parties inférieures sont beiges à roux pâle et les ailes sont brun foncé. En automne, le mâle ressemble à la femelle sauf pour les ailes qui sont noires.
Les jeunes ressemblent à leur mère, mais ils ont le dos et la poitrine tachetés, et le dessous gris blanchâtre au lieu de roussâtre.

## Comportement

### Alimentation
Insectivore, le traquet motteux capture, au sol ou en vol, des sauterelles, des chenilles et des papillons auxquels il ajoute des petits mollusques, des araignées et, en automne, des baies.

### Comportement social

#### Comportement territorial
Querelleur, il supporte difficilement les voisins immédiats et les chasse avec virulence lorsqu'ils tentent des incursions sur son territoire.

### Reproduction

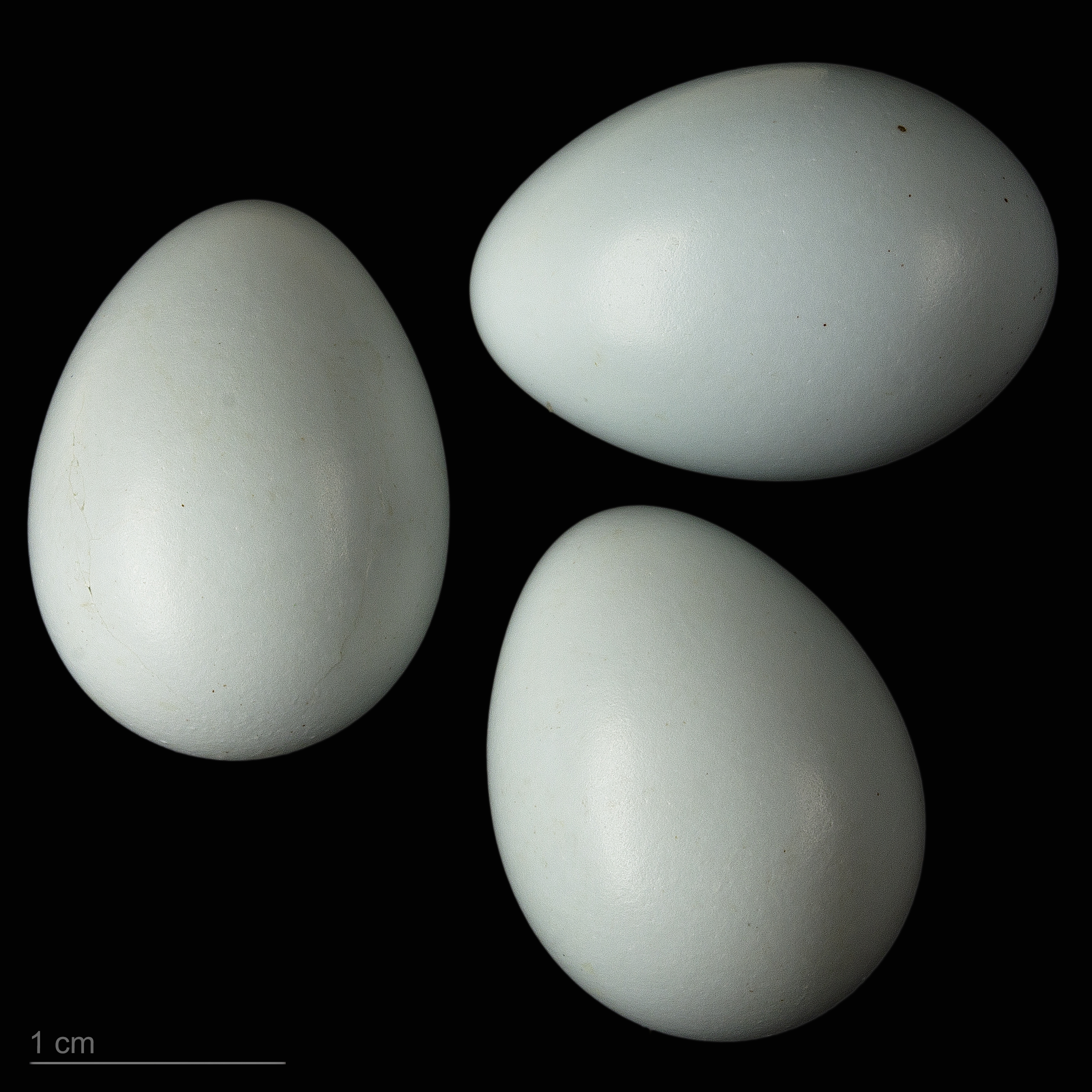
Oenanthe oenanthe oenanthe - MHNT

#### Chant
Cette espèce hoche et ouvre fréquemment la queue. Le mâle possède un chant sifflé et crépitant. Le cri est un typique « tchak ». 

### Reproduction[1]

#### Parade nuptiale
À l'époque des parades nuptiales, le mâle tourne autour d'une femelle, exhibant le noir et le blanc de sa queue déployée en éventail. Au summum de l'excitation, l'oiseau exécute de véritables danses frénétiques: il sautille sur le sol ou effectue à plusieurs reprises un vol montant et descendant comme le mouvement d'un diabolo.

#### Site du nid
Le nid est installé dans un trou, sous un rocher, dans un tas de pierres ou un terrier de petits mammifères. L'espèce niche jusqu'à 2800m d'altitude.

#### Nid
Le couple, ou la femelle, construit une coupe volumineuse, peu soignée, composée de tiges, de radicelles et de mousses, puis il la garnit de duvet végétal, de crins, de laine et de plumes.

#### Nichée
La femelle effectue 1 ou 2 pontes annuelles, qui est composé de 4 à 8 œufs mats, d'un bleu très pâle. Les œufs sont pondus entre la mi-mars et la fin du mois de juin et couvés de 13 à 15 jours par la femelle. Les poussins sont nidicoles, ils sont donc nourri dans le nid par les parents, ils quittent le nid entre le 14e et le 16e jour.

### Longévité
Le traquet motteux peut vivre jusqu'à 7 ans.

## Répartition et habitat

### Répartition

Carte de répartition
Aire de nidification
Aire d'hivernage

Le Traquet motteux est un oiseau holarctique se reproduisant dans les milieux ouverts rocailleux.
Tous les traquets motteux passent l'hiver en Afrique, ce qui fait des individus de la sous-espèce leucorhoa des migrateurs de longue distance remarquables.
Cet oiseau est erratique aux Antilles : il a été signalé aux Bahamas, à Cuba, à Porto Rico et à la Barbade.

### Habitat
Oiseau vivant plutôt en montagne, ou dans des régions riches en pierres.

### Migration
Le traquet motteux effectue l'un des plus longs voyages de tous les petits oiseaux, traversant l'océan, la glace et le désert. Il migre de l'Afrique subsaharienne au printemps vers une vaste zone de l'hémisphère Nord qui comprend l'Asie du Nord et centrale,l'Europe, le Groenland, l'Alaska et certaines parties du Canada. On pourrait soutenir que certains des oiseaux qui se reproduisent en Asie du Nord pourraient emprunter un chemin plus court et passer l'hiver en Asie du Sud ; cependant, leur tendance héréditaire à migrer les ramène en Afrique, accomplissant ainsi l'une des plus longues migrations du règne animal pour sa taille.
La sous-espèces du Groenland (Oenanthe leucorhoa), effectuent l'une des plus longues traversées transocéaniques de tous les passereaux. Au printemps, la plupart d'entre eux migrent le long d'une route (communément utilisée par les échassiers et les oiseaux aquatiques) de l'Afrique au Groenland en passant par l'Europe continentale, les îles britanniques et l'Islande. Cependant, des observations faites en automne à partir de navires suggèrent que certains oiseaux traversent l'Atlantique Nord directement du Canada et du Groenland jusqu'au sud-ouest de l'Europe, une distance pouvant atteindre 2 500 kilomètres (1 600 mi). On pense que les oiseaux qui se reproduisent dans l'est du Canada volent de l'île de Baffin et de Terre-Neuve aux Açores en passant par le Groenland, l'Irlande et le Portugal, traversant ainsi 3 500 kilomètres (2 200 mi) d'Atlantique Nord avant de poursuivre leur route vers l'Afrique.
Des dispositifs de repérage miniatures ont récemment montré que le traquet motteux effectue l'un des plus longs vols migratoires connus - 30 000 km (18 640 miles), de l'Afrique sub-saharienne à ses zones de reproduction arctiques.
"Les oiseaux d'Alaska ont parcouru près de 15 000 km à l'aller et au retour, traversant la Sibérie et le désert d'Arabie, et parcourant en moyenne 290 km par jour. "C'est la plus longue migration enregistrée pour un oiseau chanteur, pour autant que nous le sachions", a déclaré le Dr Schmaljohann.

## Systématique
Cette espèce a été décrite par Linné au XVIIIe siècle dans Systema Naturae en tant que Motacilla oenanthe.

### Sous-espèces
- Oenanthe oenanthe leucorhoa (Gmelin, 1789) — nord-est du Canada, Groenland et Islande Traquet motteux du Groenland ;
- Oenanthe oenanthe oenanthe (Linnaeus, 1758) — Eurasie boréale et nord-ouest américain ;
- Oenanthe oenanthe libanotica (Hemprich & Ehrenberg, 1833) _ paléarctique tempéré ;

## Le Traquet motteux et l'homme

### Étymologie
Le nom du genre Oenanthe est également celui d'un genre de plante et est dérivé du grec ainos (« vin ») et anthos (« fleur »), ce qui réfère à l'odeur de vin des fleurs de la plante. Dans le cas du Traquet, ce nom fait référence au fait que les individus retournent en Grèce au printemps en même temps que les vignes fleurissent.

### Statut
Le Traquet motteux possède une vaste aire de répartition, estimée à 2.3 millions de kilomètres carrés, et une population estimée à 2.9 millions d'individus. Ainsi cette espèce est loin d'avoir atteint le seuil pour être placée sur la liste des espèces vulnérables (c'est-à-dire une diminution de plus de 30 % en 10 ans ou trois générations) et est considérée de préoccupation mineure par l’UICN. Cependant, en Wallonie, l’espèce est classée en catégorie EX (éteinte) dans la liste rouge des espèces menacées depuis 1997.

### Image culturelle
Le Traquet motteux est cité dans les Idées noires de Franquin, essentiellement à cause de son nom assez pittoresque dont l'emploi semble impliquer une forte culture ornithologique. Dans la planche concernée, un ouvrier du BTP affecté toute la semaine au marteau-piqueur et souffrant en conséquence d'une sorte de maladie de Parkinson, qui est également un passionné d'ornithologie fait découvrir la nature à son tout jeune neveu un dimanche ; il lui montre en particulier le traquet motteux ; malheureusement il devient fou furieux en entendant un pic épeiche qui lui rappelle son travail, il l’attrape et le piétine sauvagement en poussant des jurons affreux.